# زاف

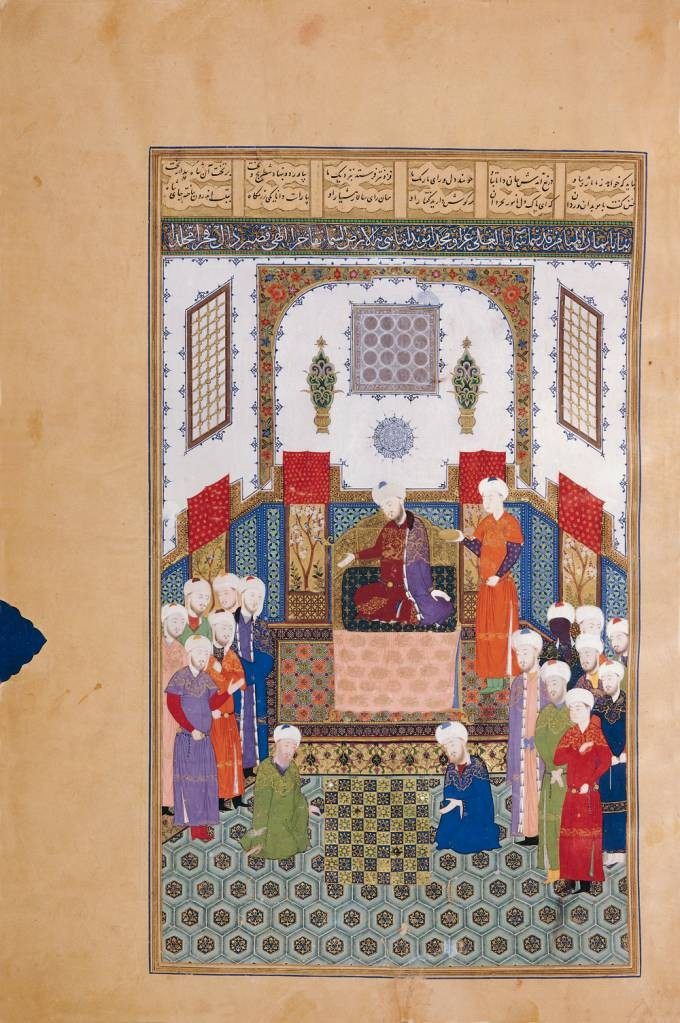

زاف، أو زو (بالفارسية: زاو أو زو) هو الشاه العاشر من سلالة البيشداديان من بلاد فارس حسب الشاهنامه. لقد كان سليلًا لنوذر وحكم إيران حوالي خمس سنوات.

## فترة زو
هناك ميزات بارزة في عصر زو. أولاً، في الحرب الإيرانية التورانية، اُحتلت إيران بالكامل حتى بدون عرش. وقع هذا لأن زابول، ملك زال، كان يقرر من أجل إيران. لقد قال نوذر لم يكن توس وجوستاهام يستحقان المملكة ويجب التخلي عنهما. معنى هذه الكلمات هو احتلال إيران من قبل توران وأفراسياب في الحرب الإيرانية التورانية. قال زال أنه يجب أن يكون شخصًا من عِرق فريدون وله الحق في العرش الإيراني. وبناءً على نصيحة من حرس الحدود، بحث الموبادان والقارين عن زو. عندما تم العثور عليه، كان رجلاً مسنًا جدًا وتوفي بعد خمس سنوات. وخلال هذه السنوات، مارست حكومات أخرى السلطة على الإيرانيين.
الحدث الرئيسي الثاني في هذا العصر كان المجاعة التي كانت شديدة لدرجة أن الذهب كان مطلوبًا لشراء الخبز. هذه الفترة من تاريخ الشاهنامه يمكن ارجاعها إلى عهد أرفخشذ.
الأحداث الرئيسية الأخرى كانت نبذ الحرب وإراقة الدماء وفصل الدول الكبرى. كانت حدود البلد الأولى من بحر بيكاند إلى تور. كانت حدود البلد الثاني من تشين إلى خوتان. لقد كانت المسافة بين العرقيات الناطقة بالإيرانية والأعراق الناطقة باللغة التورانية منطقة تسمى خارقاه.

## الفترة
| سبقه نوذر | ملوك الشاهنامه الأسطوريين 2427-2432 (بعد كيومرث) | تبعه غرشاسب |